# Giaele e Sisara
Giaele e Sisara è un dipinto a olio su tela (86x125 cm) realizzato nel 1620 dalla pittrice italiana Artemisia Gentileschi. È conservato al Szépművészeti Múzeum di Budapest.

## Descrizione e stile
In questa tela, ancora una volta, Artemisia Gentileschi raffigura una delle terribili eroine dell'Antico Testamento: si tratta di Giaele, la cui storia è narrata nel Libro dei Giudici. Dopo aver attirato nella propria tenda Sisara, il generale cananeo sconfitto dal popolo d'Israele, lo uccide nel sonno conficcandogli un picchetto della tenda nel cranio.
La scena non riproduce i toni tragici del racconto biblico; al contrario, essa è pervasa da un'atmosfera calma, che potrebbe, alla prima impressione, sembrare quasi idilliaca, quando si guardi il guerriero che giace sdraiato in un sonno ristoratore e par quasi che appoggi il capo sul grembo di una deliziosa fanciulla, vestita con un elegante abito di seta gialla e con i capelli ramati raccolti in una ricercata acconciatura.
Solo notando le braccia scoperte e le mani della fanciulla ci si accorge che - armata di picchetto e martello - sta per colpire l'inconsapevole generale, che aveva creduto nella sua ospitalità. Il viso di Giaele è calmo, come di chi si accinge a un'azione consueta, né si coglie nella leggerezza dei gesti lo sforzo necessario ad assestare un colpo di eccezionale violenza.  Alessandro Manzoni, in Marzo 1821, tratteggia l'episodio con due soli ben più drammatici versi: «Quel [Dio] che in pugno alla maschia Giaele / Pose il maglio ed il colpo guidò.»
Nulla vi è nella scena che assomigli alla tragedia della Giuditta che decapita Oloferne degli Uffizi, pur essendo le due tele pressoché contemporanee, cosa che ridimensiona il giudizio sulla pittrice ansiosa di sublimare sulle tele l'oltraggio della violenza carnale subita. Sisara è immaginato da Artemisia Gentileschi come un uomo giovane ma fisicamente non attraente, assai diverso da come lo rappresentano altri pittori, come Mattia Preti, Jacopo Vignali o Gregorio Lazzarini, che nel riprodurre l'episodio biblico conferiscono al personaggio belle fattezze e soprattutto un fisico prestante, in osservanza al testo biblico, descrivente la sua fuga a perdifiato dopo la sconfitta in battaglia.
La lezione caravaggesca si manifesta nei marcati effetti chiaroscurali e nella impaginazione essenziale della scena: dall'ombra dello sfondo emergono solo le due figure, l'elegante impugnatura della spada di Sisara (si noti la precisione con cui l'artista ne dipinge i particolari) e un plinto, sul quale appare scolpita la firma dell'autrice insieme alla data del quadro: "ARTEMITIA.LOMI / FACIBAT/ M.D.CXX".
Il dipinto è stato restaurato nel 1978 da Veronika Ember.